# 1-溴-2,5-二甲氧基三甲苯
1-溴-2,5-二甲氧基三甲苯是一种有机化合物，化学式为C11H15BrO2。它可由1,4-二甲氧基-2,3,5-三甲苯和溴在乙酸中反应制得。它和正丁基锂、二甲基甲酰胺反应，可以得到2,5-二甲氧基-3,4,6-三甲基苯甲醛。